# Heoclisis tillyardi
Heoclisis tillyardi là một loài côn trùng trong họ Myrmeleontidae thuộc bộ Neuroptera. Loài này được Kimmins miêu tả năm 1939.